# Spacebus (plataforma de satélite)

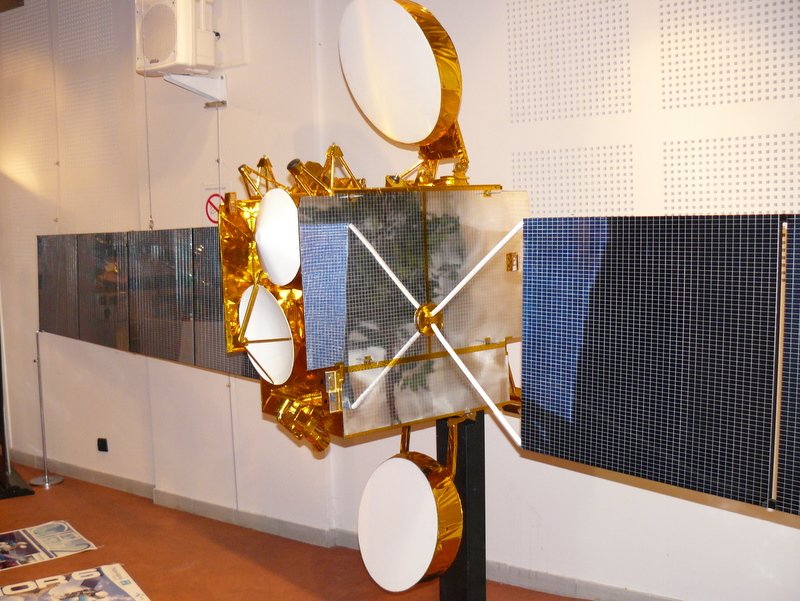
Um satélite Eutelsat 28A, sobre a plataforma Spacebus 3000.

Spacebus é uma plataforma de satélites multimissão produzida no  Industrie aéronautique et spatiale à Cannes na França pela Thales Alenia Space.
Essa plataforma é geralmente empregada para construir satélites de comunicação para órbitas geoestacionárias, e sessenta e seis delas foram lançadas desde o início do desenvolvimento nos anos 80. A plataforma Spacebus foi originalmente produzida pela Aérospatiale e mais tarde passou para a Alcatel Alenia Space, que em 2006 foi vendida para o Thales Group passando a ser denominada Thales Alenia Space.
O primeiro satélite a usar essa plataforma, o Arabsat-1A, foi lançado em 1985. Desde então cinquenta e dois foram lançados, além de quatro completados e doze prontos para iniciar a montagem. O lançamento do satélite de número 50 usando essa plataforma, o Star One C1, ocorreu em Novembro de 2007. Ele foi um modelo 3000B3, lançado por um foguete Ariane 5 a partir do Centro Espacial de Kourou na Guiana Francesa.
Muitas variantes dessa plataforma foram produzidas, desde as iniciais: Spacebus 100 e Spacebus 300; seguidas pela Spacebus 2000, otimizada para ser lançada com o foguete Ariane 4; e as versões modulares subsequentes Spacebus 3000 e Spacebus 4000, projetadas para uso com o foguete Ariane 5. Alguns satélites usando essa plataforma e outros componentes fora das restrições do ITAR puderam ser lançados usando foguetes chineses da família Longa Marcha.
Os satélites brasileiros Star One C1 e C2, fazem uso desta plataforma.